# Vladimir Legosjin
Vladimir Legosjin (russisk: Влади́мир Григо́рьевич Лего́шин) (født 14. maj 1904 i Baku i det Russiske Kejserrige, død 21. december 1954 i Moskva i Sovjetunionen) var en sovjetisk filminstruktør og skuespiller.

## Filmografi
- Et ensomt sejl bliver hvidt (Белеет парус одинокий, 1937)[1][2]
- Duel (Поединок, 1944)
- De har et moderland (У них есть Родина, 1949)